# Prosopocera alboampliata
Prosopocera alboampliata är en skalbaggsart som beskrevs av Stefan von Breuning 1981. Prosopocera alboampliata ingår i släktet Prosopocera och familjen långhorningar. Inga underarter finns listade i Catalogue of Life.